# Yangcheon-gu
Yangcheon-gu es una gu, o distrito, de Seúl, Corea del Sur, que se encuentra en el lado suroeste del Río Han. En el centro de este distrito se ubica la zona Mok-dong, que cuenta con numerosos centros comerciales, bares y restaurantes, una pista de hielo, y grandes edificios de viviendas, habitadas por familias en su mayoría de clase media y alta.
Yangcheon-gu se distingue fácilmente, ya que geográficamente se parece a un perrito.
Yangcheon-gu se encuentra al este del Aeropuerto Internacional de Gimpo.
- Wikimedia Commons alberga una categoría multimedia sobre Yangcheon-gu.

## Divisiones administrativas
- Mok-dong (목동, 木洞)
- Sinjeong-dong (신정동, 新亭洞)
- Sinwol-dong (신월동, 新月洞)